# Santa Eugènia de Solans
Santa Eugènia de Solans, popularment Sant Eugina, és una ermita del terme del nucli de Solans, en el municipi de Montferrer i Castellbò (Alt Urgell), situada en el serrat de Sant Eugina. Està inclosa en l'Inventari del Patrimoni Arquitectònic de Catalunya.

## Descripció
És una petita capella d'una sola nau, capçada al sud-est per un absis semicircular a l'exterior que es correspon amb una capçalera més estreta que la nau, tret que no és perceptible des de l'exterior, i coberta amb volta de canó. La nau és
coberta per un entramat de fusta que sosté un llosat de doble vessant. La porta d'accés és a la façana nord-occidental, i és en arc rebaixat. A banda de la porta, només té una altra obertura a l'absis: una espitllera actualment cegada pel parament intern de la capçalera. La construcció és rústega de pedres sense fer filades.

## Història
L'única referència escrita que es coneix de Santa Eugina es troba a la visita de les esglésies visitades l'any 1314 per ordre de l'arquebisbe de Tarragona, en què es menciona l'església de Santa Eugènia de Vila-rubla, mentre que a la visita de 1312 hi consta l'església de Sant Serni de Vila-rubla. Malauradament, no es pot establir si es tractaria d'un error o confusió de l'escrivà o si Santa Eugènia de Vila-rubla faria referència a l'actual ermita de Santa Eugènia de Solans.